# Het Kuipje
Das Het Kuipje (deutsch Die kleine Wanne) ist das 1933 eröffnete Fußballstadion des belgischen Fußballvereins KVC Westerlo. Die Gemeinde Westerlo liegt in der flämischen Provinz Antwerpen. 

## Geschichte
Zurzeit bietet es 8.035 Zuschauern Platz. Das Stadion verfügt seit der Saison 2008/09 als eines von wenigen Stadien in Belgien (Cegeka Arena und Maurice-Dufrasne-Stadion) über eine Rasenheizung. Die einzelnen, überdachten Zuschauerränge sind durchnummeriert. Die Tribünen 1 und 3 längs des Platzes fassen 1.524 und 2.339 Zuschauer. Die eine Hintertortribüne Nummer 4 besitzt 1.426 Plätze. Der übrige Rang 2 überragt die drei anderen Tribünen in der Höhe und bietet 2.500 Fans Platz. Der Name des Stadions ist eine Erinnerung an das Rotterdamer De Kuip (deutsch Die Wanne). Um das Stadion sind neben Parkplätzen auch vier Fußballfelder angelegt.